# Становление Елизаветы
«Становление Елизаветы» (англ. Becoming Elizabeth) — исторический телесериал, рассказывающий о молодых годах королевы Англии Елизаветы I. Главные роли в нём сыграли Алисия фон Риттберг, Ромола Гарай, Джессика Рэйн, Том Каллен. Премьера состоялась в 2022 году на кабельном канале Starz, сериал получил высокие оценки критиков. 

## Сюжет
Действие сериала происходит в Англии в середине XVI века. Главная героиня — принцесса Елизавета, которой нужно выжить в жестокой политической борьбе, развернувшейся после смерти её отца Генриха VIII в 1547 году. Юного брата Елизаветы Эдуарда VI пытаются контролировать братья его матери — Эдуард и Томас Сеймуры. Последний женится на вдове Генриха VIII Катерине Парр, а Елизавету делает своей любовницей. Позже Катерина умирает при родах, Томаса и Эдуарда казнят одного за другим из-за обвинений в государственной измене. Елизавета решает связать свою судьбу с другом детства Робертом Дадли, но тот втайне уже женился на провинциальной дворянке.

## В ролях
- Алисия фон Риттберг — Елизавета
- Ромола Гарай — Мария
- Джессика Рэйн — Катерина Парр
- Том Каллен — Томас Сеймур
- Белла Рамзи — Джейн Грей
- Оливер Зеттерстрём — Эдуард VI
- Джон Хеффернан — Эдуард Сеймур, 1-й герцог Сомерсет
- Джейми Паркер — Джон Дадли
- Джейми Блэкли — Роберт Дадли
- Джейкоб Эйвери — Гилфорд Дадли
- Александра Гилберт[англ.] — Кэт Эшли
- Лео Билл — Генри Грей
- Эков Кворти — Педро[англ.]
- Алекс Маккуин[англ.] — Стивен Гардинер
- Оливер Хабанд — посол Гузман[англ.]
- Роберт Уайтлок — Роберт Кет

## Создание и оценки
Проект был анонсирован в декабре 2019 года. Сценарий написала Аня Райсс, она же стала исполнительным продюсером. В октябре 2020 года главную роль получила немецкая актриса Алисия фон Риттберг. В мае 2021 года к касту присоединились Ромола Гарай, Том Каллен, Белла Рамзи. Съёмки начались в декабре 2020 года, и проходили они, в частности, в Кардиффском замке.
В апреле 2022 года вышел трейлер сериала. Премьерный показ проходил с 12 июня по 7 августа 2022 года на кабельном канале Starz. В ноябре того же года шоу было закрыто после первого сезона.
На сайте-агрегаторе отзывов Rotten Tomatoes «Становление Елизаветы» получило рейтинг 88 % при средней оценке 6,9 из 10. Обозреватель «Фильм.ру» Гульназ Давлетшина констатировала, что авторам сериала пришлось искать «новый ракурс для изображения рыжеволосой девушки, которая привела Англию к „золотому веку“». Для этого они взяли ранний период жизни Елизаветы и показали её наивной девочкой, причём использовали мотив связи принцессы с Томасом Сеймуром, не доказанной документально.